# Premi de la Pau del Mil·lenni per Dones
El Premi de la Pau del Mil·lenni per Dones fou un premi atorgat en 2001 pel Fons de Desenvolupament de les Nacions Unides per a la Dona (UNIFEM) com a part de la campanya Dones Construint la Pau d'Alerta Internacional. El premi consistia en una estàtua de bronze realitzada per l'escultor figuratiu estatunidenc Tim Holmes, que havia realitzat moltes altres per a guardons internacionals. L'escultura, titulada Anima Mundi, mostra una dona que té característiques facials que combinen elements de moltes races, arribant i avançant cap endavant, amb la mà al cor.

## Guanyadores
Les Nacions Unides anunciaren les següents guanyadores:
| Any  | Categoria   | Guanyadora                               | Nació             |
| ---- | ----------- | ---------------------------------------- | ----------------- |
| 2001 | Individuals | Flora Brovina                            | Kosovo            |
| 2001 | Individuals | Asma Jahangir                            | Pakistan          |
| 2001 | Individuals | Hina Jilani                              | Pakistan          |
| 2001 | Individuals | Veneranda Nzambazamariya                 | Ruanda            |
| 2001 | Groups      | Ruta Pacífica de las Mujeres             | Colòmbia          |
| 2001 | Groups      | Leitana Nehan Women's Development Agency | Papua Nova Guinea |
| 2001 | Groups      | Dones de negre                           | Internacional     |

## Cerimònia
En el Dia Internacional de la Dona, celebrada el 8 de març del 2001 a la seu de les Nacions Unides a Nova York, es va celebrar una cerimònia d'honor a les dones i la distribució de les escultures premi. Moltes de les dones reconegudes van compartir les seves històries poderoses de reconciliació davant la violència. Els premiats individuals van ser Veneranda Nzambazamariya, reconeguda per la reconciliació que va produir com a president de Pro-femmes Twese Hamwe, un col·lectiu de 32 organitzacions de dones a Ruanda. El grup es va reunir poc després de la massacre de tutsis i hutus simpatitzants de l'abril de 1994 i que va donar lloc a un milió de morts i més de dos milions de refugiats. Flora Brovina, presidenta de la Lliga de Dones Albaneses de Kosova, va ser honrada per establir un centre que cuidés a dones i nens que fugien de Kosovo durant l'ocupació sèrbia. L'abril del 1999 va ser arrestada pels militars serbis per reunir aliments, roba i subministraments mèdics per a l'Exèrcit d'Alliberament de Kosovo. (Va ser alliberada al novembre de 2000). Les activistes pakistaneses de drets humans, Asma Jahangir i Hina Jilani, van ser honrads per ajudar a portar una solució feminista al amarg conflicte del Caixmir entre Índia i Pakistan.
També van obtenir premis dos grups, Ruta Pacifica de las Mujeres, de Colòmbia, va ser reconeguda per ensenyar estratègies de convivència a dones rurals i professionals. El grup també organitza marxes femenines, demanant resolucions pacífiques a conflictes en curs. I l'Agència de Desenvolupament de la Dona Leitana Nehan va guanyar un premi per proporcionar ajuda humanitària a dones i nens víctimes de la guerra de nou anys entre els rebels de l'illa de Bougainville i els militars de Papua Nova Guinea. Leitana Nehan també proporciona formació en resolució de conflictes, promou la consciència del VIH/SIDA i ensenya tàctiques per acabar amb la violència contra les dones.